# قربانی (فیلم ۲۰۰۹)
قربانی (به هندی: Kurbaan) فیلمی محصول سال ۲۰۰۹ و به کارگردانی رنسیل دی سیلوا است. در این فیلم بازیگرانی همچون سیف علی خان، کارینا کاپور، ویوک اوبروی، اوم پوری، کیرون کهیر، دیا میرزا، کولبوشان کارباندا، نائوهد سیروسی ایفای نقش کرده‌اند.